# Соуден, Мора
Мо́ра Энн Со́уден (англ. Maura Anne Soden; 26 декабря 1955, Ричмонд, Виргиния, США) — американская актриса

, сценаристка, продюсер, кастинг-директор, ассистент режиссёра и предприниматель.

## Биография и карьера
Соуден родилась в Ричмонде, штат Виргиния, где она посещала католическую среднюю школу для девочек, среднюю школу Святой Гертруды.
Соуден испробовала себя в различных профессиях индустрии развлечений на протяжении всей своей 30-летней карьеры. Она работала кастинг-директором, сценаристом, актрисой и продюсером. Она также работала во всех жанрах индустрии от ситкомов и реалити-шоу до рекламных роликов. Она приобрела опыт работы в качестве ассистента режиссёра в телесериале «Золотые девочки» на NBC, а позже стала руководителем пост-продакшена на Fox. Она стала штатным продюсером InFinnity Productions, специализирующегося на рекламных роликах, а затем перешла в Wild West Media как коммерческий продюсер. В качестве директора по кастингу она поработала более чем над 200 рекламных роликов. Она появилась в более чем в 25-ти рекламных роликах и регулярно работает на телевидении в качестве актрисы. Соуден — давний член Академии женщин в кино. В 2001 году она основала компанию AdVerb, Inc., базирующуюся в Лос-Анджелесе AdVerb, Inc., и основала компанию Take Flight Films в 2007 году.
С 21 октября 1995 года Мора замужем за режиссёром и оператором Майклом Лофтусом, от которого у неё есть дочь Каллахан Роуз.

## Избранная фильмография
| Год       |    | Русское название            | Оригинальное название      | Роль                                                 |
| --------- | -- | --------------------------- | -------------------------- | ---------------------------------------------------- |
| 1986      | с  | Альфред Хичкок представляет | Alfred Hitchcock Presents  | Банковская кассирша                                  |
| 1987—1988 | с  | Тридцать-с-чем-то           | Thirtysomething            | Шелли                                                |
| 1993      | с  | Мерфи Браун                 | Murphy Brown               | Репортёр № 1                                         |
| 1994      | с  | Мэтлок                      | Matlock                    | Джоан Рейнольдс                                      |
| 1994      | с  | Чудеса науки                | Weird Science              | Репортёр № 1                                         |
| 1996      | с  | Беверли-Хиллз, 90210        | Beverly Hills, 90210       | Мама Алекса                                          |
| 1999      | с  | Провиденс                   | Providence                 | Медсестра                                            |
| 1999      | с  | Дерзкие и красивые          | The Bold and the Beautiful | Мэри Энн Йервуд                                      |
| 1999      | с  | Хулиганы и ботаны           | Freaks and Geeks           | Миссис Кент                                          |
| 2001      | с  | Секретные материалы         | The X-Files                | Мать Тревора                                         |
| 2002      | с  | Страсти                     | Passions                   | Триш                                                 |
| 2004      | с  | Малкольм в центре внимания  | Malcolm in the Middle      | Роберта                                              |
| 2004      | тф | Хелтер Скелтер              | Helter Sketler             | Королева сплетен                                     |
| 2004      | с  | Клиент всегда мёртв         | Six Feet Under             | Женевьева Столте                                     |
| 2005      | с  | Юристы Бостона              | Boston Legal               | Мелисса Стивенс                                      |
| 2005      | с  | Медиум                      | Medium                     | Учительница                                          |
| 2005      | с  | Мыслить как преступник      | Criminal Minds             | Заместитель Лонг                                     |
| 2006      | с  | Отчаянные домохозяйки       | Desperate Housewives       | доктор Уитни                                         |
| 2007      | с  | Дурнушка                    | Ugly Betty                 | Низкая и добродушная                                 |
| 2007      | с  | Скорая помощь               | ER                         | Миранда                                              |
| 2007      | с  | Лас-Вегас                   | Las Vegas                  | Доктор Джойс Маррс                                   |
| 2007      | с  | Безумцы                     | Mad Men                    | Медсестра Уилсон                                     |
| 2008—2009 | с  | Братья и сёстры             | Brothers & Sisters         | Доктор Барбара Райли                                 |
| 2010      | с  | Добиться или сломаться      | Make It or Break It        | Мэр                                                  |
| 2010      | с  | Такая разная Тара           | United States of Tara      | Джана Хаббард                                        |
| 2010      | с  | Морская полиция: Спецотдел  | NCIS                       | Бывший специальный агент морской полиции Мелора Косс |
| 2011      | с  | Касл                        | Castle                     | Миссис Фэрис                                         |
| 2012      | с  | Правосудие                  | Justified                  | Агент по продаже недвижимости                        |
| 2012      | с  | Родители                    | Parenthood                 | Доктор                                               |
| 2012      | с  | Пробуждение                 | Awake                      | Агент по продаже недвижимости                        |
| 2012      | с  | Анатомия страсти            | Grey's Anatomy             | Библиотекарь                                         |
| 2012      | с  | Закон Хэрри                 | Harry's Law                | Миссис Дейнс                                         |
| 2012      | с  | Скандал                     | Scandal                    | Психолог                                             |
| 2013      | с  | Пенсильвания-авеню, 1600    | 1600 Penn                  | Мэделин                                              |
| 2014      | с  | Парки и зоны отдыха         | Parks and Recreation       | Ребекка Варувиэн                                     |